# 数の暴力
数の暴力（かずのぼうりょく、英語: tyranny of the majority）や多数者による専制とは、ある集団が特定の思想において大多数の支持を得ていることをもって、その集団が絶対的な正義であると錯覚することで（衆人に訴える論証）、自分たちの思想に賛同しない、または賛同できない他の少数派の集団を排除・批判・抑圧することを指す。

## 概要
英語: tyranny of the majority という用語は、1788年のジョン・アダムズの書籍に発見することができる。また1835年に出版され注目されたアレクシ・ド・トクヴィルの『アメリカのデモクラシー』のセクションタイトルとしても使用されている。
用語としては、議会など民主主義的合意を形成する場において、多数派であることを背景にした少数派の抑圧（多数派による専制）を批判して用いられることがある。
個人の人格や主権に対する多数派（に偽装する者）からの攻撃の場合、差別やいじめの一つの形態であり、人種差別や宗教差別における加害者側の行使する手段の中では、代表的なものである。
人間社会においては、集団の中での多数決によって、特定の意見が多数の賛成になるとそれが正しい、善と捉えられることが多く、それを理由に少数の反対を唱える者が間違い・悪であると捉えられる、主張することがあり、そのことを意図的に活用することによって、占有率(割合)の高い多数が少数に対して不当な扱いや、理不尽な要求を行うことも数の暴力の概念に当てはまる。
現代において、身近に起こりうる数を背景とする暴力は、学校や会社といった閉鎖的環境の中で、意見の合う集団が意見の合わない単独、あるいは少数の人間に対して、明らかに理に適わない物事を強要することなどである。

## インターネットと数を背景とする暴力
インターネットのアクセシビリティを基礎として、尋常でない数の書き込みや送信を行うことで、被害者に対して精神的苦痛を与える行為が問題となっている。学童教育の場を背景に、どこの誰が書いたかわからない（実は1人であるような）悪意ある情報やSNSによる嫌がらせは、ネットいじめの特徴の一つとして指摘されている。